# Fuchsia bracelinae
Fuchsia bracelinae är en dunörtsväxtart som beskrevs av Philip Alexander Munz. Fuchsia bracelinae ingår i släktet fuchsior, och familjen dunörtsväxter. Inga underarter finns listade i Catalogue of Life.